# União das Freguesias de Atães e Rendufe
Die União das Freguesias de Atães e Rendufe ist eine portugiesische Gemeinde (Freguesia) im Kreis (Concelho) Guimarães, Distrikt Braga, im Nordwesten Portugals.

## Geschichte
Die Gemeinde entstand im Zuge der Gebietsreform vom 29. September 2013 durch die Zusammenlegung der ehemaligen Gemeinden Atães und Rendufe.
Atães wurde Sitz der neuen Verwaltung.

## Demographie
| Freguesia | Freguesia       | Freguesia | Freguesia       | ehemalige Freguesias | ehemalige Freguesias | ehemalige Freguesias | ehemalige Freguesias |
| --------- | --------------- | --------- | --------------- | -------------------- | -------------------- | -------------------- | -------------------- |
| Wappen    | Freguesia       | Einwohner | Fläche in (km²) | Wappen               | Freguesia            | Einwohner            | Fläche in (km²)      |
|           | Atães e Rendufe | 2579      | 12,09           |                      | Atães                | 1910                 | 5,21                 |
|           | Atães e Rendufe | 2579      | 12,09           | Rendufe              | 716                  | 1,52                 |                      |